# Langston (Oklahoma)
Pour les articles homonymes, voir Langston.
Langston est une municipalité américaine située dans les comtés de Logan, de Mayes et d'Okfuskee en Oklahoma. Elle est connue pour abriter l'université Langston.

## Géographie
Langston est située à environ 70 km au nord d'Oklahoma City.
Selon le Bureau du recensement des États-Unis, la municipalité s'étend en 2010 sur une superficie de 3,52 milles carrés (9,12 km2) dont 0,41 mille carré (1,06 km2) d'étendues d'eau.

## Histoire
Fondée en 1890, Langston fait partie des villes fondées en Oklahoma par d’anciens esclaves après la guerre de Sécession et appelées « villes noires » (en anglais : black towns). Elle conserve aujourd’hui encore une population majoritairement afro-américaine. Pour cette raison, la municipalité tend vers le Parti démocrate dans un État pourtant largement acquis aux républicains.
Comme son université, la ville est nommée d’après John Mercer Langston, qui est notamment le premier représentant afro-américain de la Virginie aux Congrès des États-Unis.

## Démographie
Lors du recensement de 2010, sa population est de 1 724 habitants. 
Selon l'American Community Survey de 2018, la population de Langston est afro-américaine à 77 % et blanche à 18 %.